# 沙蘭區

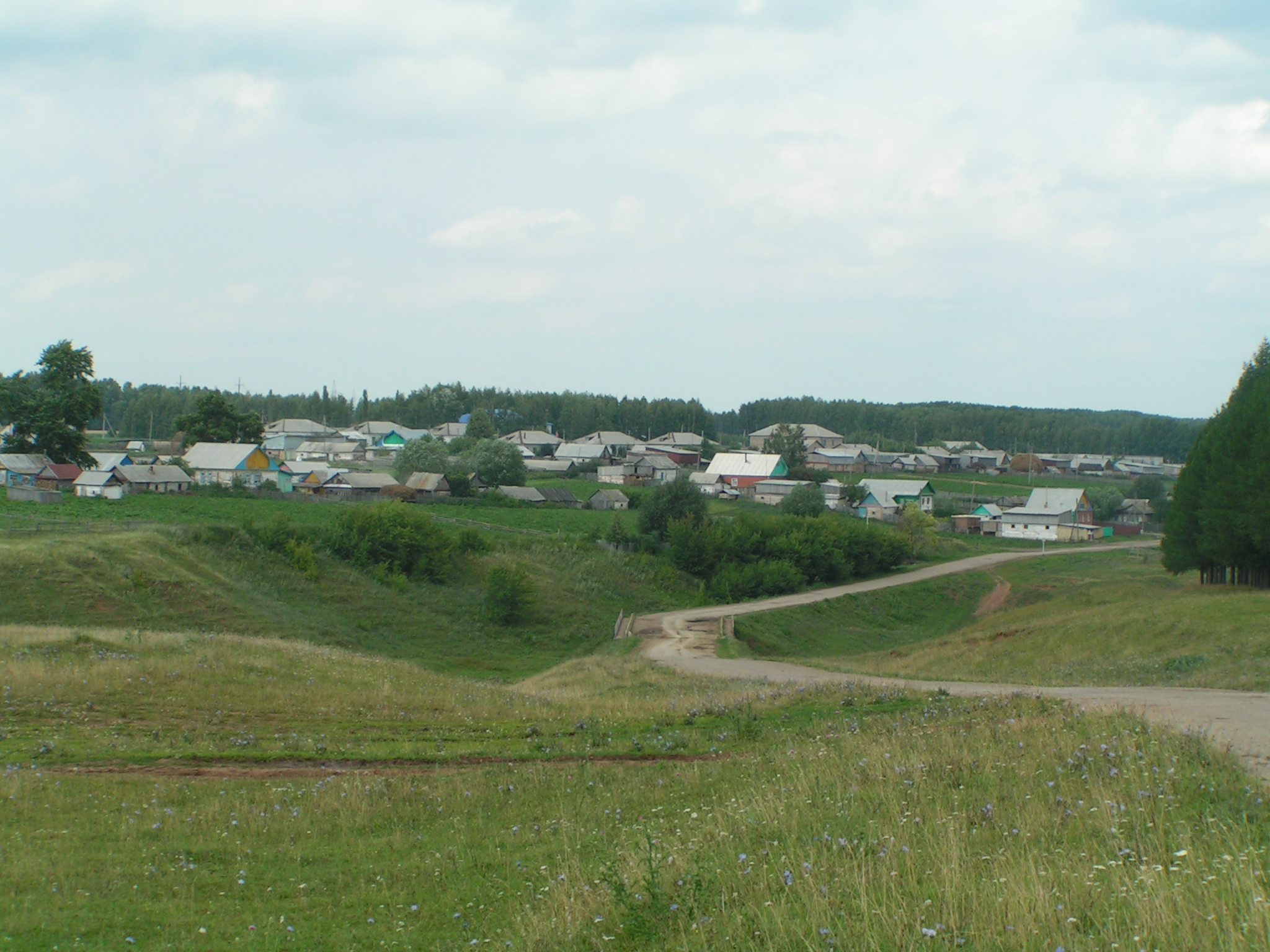

54°49′N 54°00′E / 54.817°N 54.000°E
沙蘭區（俄语：Шаранский район），是俄羅斯的一個區，位於該國西南部，由巴什科爾托斯坦共和國負責管轄，始建於1935年1月31日，面積1,384平方公里，2010年人口22,514，人口密度每平方公里16.27人。